# Nowiny Brdowskie
Nowiny Brdowskie is een plaats in het Poolse district Kolski, woiwodschap Groot-Polen. De plaats maakt deel uit van de gemeente Babiak en telt 70 inwoners.